# Paul Allen (calciatore)
Paul Kevin Allen (Aveley, 28 agosto 1962) è un ex calciatore inglese, di ruolo centrocampista.

## Biografia
I suoi zii Dennis e Les e i suoi cugini Martin, Clive e Bradley sono a loro volta tutti stati dei calciatori professionisti.

## Palmarès

### Club

#### Competizioni nazionali
- Coppa d'Inghilterra: 2

West Ham: 1979-1980
Tottenham: 1990-1991
- Charity Shield: 1

Tottenham: 1991
- Third Division: 1

Swindon Town: 1995-1996